# 20 جمادى الأولى
- السبت
- الأحد
- الاثنين
- الثلاثاء
- الأربعاء
- الخميس
- الجمعة

- 302 نوفمبر 2024
- 13 نوفمبر 2024
- 24 نوفمبر 2024
- 35 نوفمبر 2024
- 46 نوفمبر 2024
- 57 نوفمبر 2024
- 68 نوفمبر 2024
- 79 نوفمبر 2024
- 810 نوفمبر 2024
- 911 نوفمبر 2024
- 1012 نوفمبر 2024
- 1113 نوفمبر 2024
- 1214 نوفمبر 2024
- 1315 نوفمبر 2024
- 1416 نوفمبر 2024
- 1517 نوفمبر 2024
- 1618 نوفمبر 2024
- 1719 نوفمبر 2024
- 1820 نوفمبر 2024
- 1921 نوفمبر 2024
- 2022 نوفمبر 2024
- 2123 نوفمبر 2024
- 2224 نوفمبر 2024
- 2325 نوفمبر 2024
- 2426 نوفمبر 2024
- 2527 نوفمبر 2024
- 2628 نوفمبر 2024
- 2729 نوفمبر 2024
- 2830 نوفمبر 2024
- 291 ديسمبر 2024
- 12 ديسمبر 2024
- 23 ديسمبر 2024
- 34 ديسمبر 2024
- 45 ديسمبر 2024
- 56 ديسمبر 2024

20 جُمادى الأولى أو 20 جُمادی‌ الاَوَّل أو يوم 20 \ 5 (اليوم العشرون من الشهر الخامس) هو اليوم الثامن والثلاثون بعد المائة (138) من أيَّام السنة (أو التاسع والثلاثون بعد المائة لو كان شهر ربيع الآخر مُتممًا لليوم الثلاثين أو الأربعون بعد المائة لو أتم كلًا من صفر وربيع الآخر ثلاثين يومًا) وفق التقويم الهجري القمري (العربي). يبقى بعده 216 أو 217 يومًا لانتهاء السنة.

## أحداث
- 857هـ - العثمانيون بقيادة محمد الفاتح يفتحون مدينة القسطنطينية بعد أن تعددت المحاولات الإسلامية لفتحها منذ عهد معاوية بن أبي سفيان، وقد ظلت القسطنطينية عاصمة الإمبراطورية البيزنطية ألفًا ومائة وخمسة وعشرين عامًا إلى أن سقطت في أيدي العثمانيين، وكان لسقوطها دوي هائل في أوروبا.
- 1344هـ - عقد اتفاق بين كل من إنجلترا وإيطاليا تم بمقتضاه النزول عن واحة جغبوب وضمها مع أجزاء أخرى من غرب مصر إلى ليبيا التي كانت تحت الاحتلال الإيطالي.
- 1351هـ - مهاتما غاندي يبدأ إضراب عن الطعام في «سجن بوما» وذلك احتجاجًا على قانون الانتخاب الذي أعدته الحكومة البريطانية ويمنع الطبقة الفقيرة من المشاركة في الانتخابات.
- 1369هـ - فاشيسلاف مولوتوف، أحد كبار مسئولي الاتحاد السوفيتي الذي تولى رئاسة الوزراء في بعض الفترات، يعلن أن الاتحاد السوفيتي اكتشف سر القنبلة النووية.
- 1375هـ - بداية البث التلفزيوني العراقي ليكون ثاني بلد عربي بعد مصر يدخل به البث التلفزيوني.
- 1376هـ - القوات الفرنسية والبريطانية تنهي انسحابها من مدينة بورسعيد.
- 1390هـ - قابوس بن سعيد يتولى مقاليد الحكم في عُمان وذلك بعد قيامة بانقلاب سلمي على والدة السلطان سعيد بن تيمور.
- 1398هـ - مقتل الرئيس الأفغاني محمد داود خان وأفراد عائلته في انقلاب عسكري، صعد خلاله الشيوعيون إلى السلطة في أفغانستان بقيادة محمد نور تراقي.
- 1400هـ - السلطات العراقية تخرج الأكراد الفيليين من العراق.
- 1407هـ - الكنيسة الأنجليكانية في بريطانيا تعلن عن اختطاف مبعوثها إلى بيروت تيري وايت.
- 1412هـ - بداية أزمة لوكربي بين ليبيا والولايات المتحدة وبريطانيا، حيث اتهمت هاتان الدولتان مواطنين ليبيين بالضلوع في تفجير طائرة «بان أمريكان» فوق اسكتلندا.
- 1426هـ - إقرار الرئيس الجزائري عبد العزيز بوتفليقة حذف مادة التربية الإسلامية من برامج التعليم الثانوي وامتحانات شهادة البكالوريا التي تتيح الانتقال إلى الجامعة؛ وقد أثار القرار احتجاجات بين الطلاب وأحزاب إسلامية بينها حركة مجتمع السلم العضو بالائتلاف الحكومي.
- 1429هـ - مجلس النواب اللبناني ينتخب قائد الجيش العماد ميشال سليمان رئيسًا للجمهورية اللبنانية بعد فراغ رئاسي استمر لمده سته شهور منذ نهاية ولاية الرئيس السابق إميل لحود وذلك تنفيذًا لاتفاق الدوحة.
- 1431هـ - وفاة الرئيس النيجيري عمر يارادوا عن عمر يناهز 58 سنة وغودلاك جوناثان يخلفة بالرئاسة.
- 1438هـ - تفجيرٌ انتحاريّ في «مزار لال شهباز قلندر» في بلدة سهوان بپاكستان يوقع حوالي 88 قتيلًا وأكثر من 270 جريحًا.

## مواليد
- 1306هـ - نجيب الريحاني، ممثل مصري.
- 1338هـ - تماضر توفيق، إعلامية مصرية.
- 1379هـ -
  - جمال سليمان، ممثل سوري.
  - جهاد سعد، ممثل سوري.
- 1389هـ - سامر المصري، ممثل سوري.
- 1392هـ - سامر المرطة، لاعب كرة قدم كويتي.

## وفيات
- 356هـ - كافور بن عبد الله الإخشيدي، أمير إخشيدي.
- 1037هـ - عباس الصفوي، شاه إيراني صفوي.
- 1274هـ - بيوك مصطفى رشيد باشا، صدر أعظم عثماني.
- 1398هـ - محمد داود خان، رئيس أفغانستان.
- 1405هـ - محمد صالح شمسة، شاعر عراقي.
- 1426هـ - محمد مستجاب، كاتب مصري.
- 1429هـ - فهد الدهمش، حكم كرة قدم سعودي.
- 1431هـ -
  - عمر يارادوا، رئيس نيجيريا الرابع.
  - محمد عابد الجابري، فيلسوف ومفكر مغربي.
- 1433هـ - أحمد بن بلة، رئيس الجزائر.
- 1434هـ - بدر بن عبد العزيز آل سعود، أمير سعودي.
- 1435هـ - إغناطيوس زكا الأول عيواص، بطريرك الكنيسة السريانية الأرثوذكسية.
- 1442هـ - إلياس الرحباني، موسيقي وكاتب أغانٍ لبناني.

## وصلات خارجية
- موقع قصة الإسلام: حدث في شهر جُمادى الأولى.